# Karl Siegl (Politiker)
Karl Siegl (* 25. November 1820 in Eberstein, Bezirk St. Veit (heute St. Veit a.d. Glan); † 14. Februar 1903 in Klagenfurt) war Jurist und Abgeordneter zum Österreichischen Abgeordnetenhaus.

## Leben
Karl Siegl war Sohn des Bergverwalters Peter Siegl († 1829). Nach dem Besuch eines Gymnasiums in Klagenfurt studierte er ab 1842 Rechtswissenschaften an der Universität Wien. Ab 1847 war er im Gerichtsdienst in Kärnten tätig, ab 1849 Aktuar am Bezirksgericht Rosegg. Im Jahr 1850 wurde er Assessor am Bezirksgericht Villach und vier Jahre später im Jahr 1854 Adjunkt am Bezirksamt Kötschach (heute Gemeinde Kötschach-Mauthen im Bezirk Hermagor). Ab 1858 war er in der Grundlasten-Ablösungs- und Regulierungs-Lokalkommission in Klagenfurt tätig. Kurz darauf arbeitete er am Bezirksamt Wolfsberg, nach 1862 am Bezirksamt Paternion im Bezirk Villach. Ab 1868 war er Bezirksrichter in Paternion und ab 1871 in St. Veit. Im Jahr 1883 trat er in den Ruhestand.
Karl Siegl war von 1861 bis 1862 im Kärntner Landtag (1. Wahlperiode).
Er war römisch-katholisch und blieb zeit seines Lebens ledig.

## Politische Funktionen
Karl Siegl war vom 29. April 1861 bis zu seinem Rücktritt am 16. April 1862 Abgeordneter des Abgeordnetenhauses im Reichsrat (I. Legislaturperiode), Kronland Kärnten, Kurie Landgemeinden, Regionen Spittal, Gmünd, Millstatt, Greifenburg, Obervellach, Winklern.